# Púnic
|  | Per a altres significats, vegeu «Púnic (desambiguació)». |

L'idioma púnic o cartaginès (en púnic 𐤃𐤁𐤓𐤉𐤌 𐤊𐤍𐤏𐤍𐤉𐤌, dabarīm kanaʿnīm o 𐤃𐤁𐤓𐤉𐤌 𐤐𐤍𐤉𐤌, dabarīm pōnīm) fou una llengua semítica parlada pels púnics, una civilització que s'estenia per l'Àfrica del Nord, sud de la península Ibèrica i algunes illes de la Mediterrània de la zona, territoris controlats per l'antiga ciutat de Cartago (que formava l'Imperi Cartaginès). Lingüísticament fa part dels dialectes occidentals del fenici, estès pel Mediterrani a causa de la colonització fenícia, tot i que se sol considerar un idioma amb entitat pròpia, sobretot a partir del segle v aC.

## Història

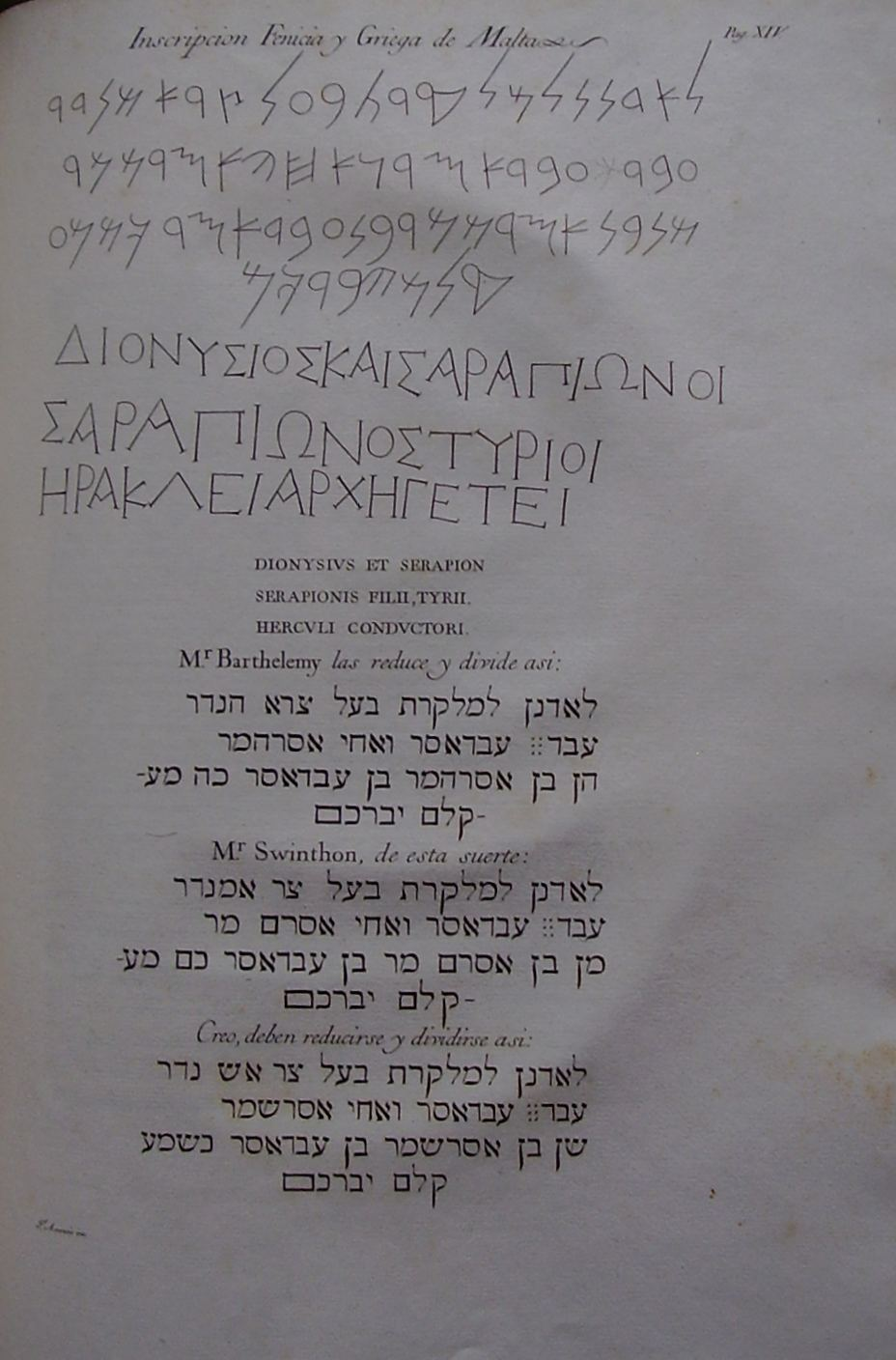
Inscripció bilingüe grecofenícia trobada a Malta

Les fonts per a l'estudi del púnic, així com en el cas del fenici, es basen principalment en les inscripcions que n'han quedat, atès que la major part de la literatura fenício-púnica s'ha perdut. L'obra Poenulus de Plaute conté unes poques línies en púnic, que han estat intensament estudiades perquè, al contrari de les inscripcions realitzades amb l'alfabet fenici, contenen les vocals.
Se sol considerar Agustí d'Hipona com l'últim escriptor important de l'antiguitat clàssica que tingué coneixements de púnic. D'acord amb els seus comentaris, el púnic encara es parlava a la seva regió (nord d'Àfrica) al segle v, i els seus parlants encara es referien a si mateixos com chanani («cananeus», és a dir, fenicis, cartaginesos. L'any 401 dC, Agustí escrivia en una de les seves cartes:
| «               | Quae lingua si improbatur abs te, nega Punicis libris, ut a viris doctissimis proditur, multa sapienter esse mandata memoriae. Poeniteat te certe ibi natum, ubi huius linguae cunabula recalent. | Si rebutges aquesta llengua, estàs negant el que han admès molts homes erudits: són moltes les coses que han estat sàviament preservades de l'oblit gràcies a llibres escrits en púnic. Fins avergonyit n'hauries d'estar d'haver nascut al país en què el bressol d'aquesta llengua encara continua calent. | » |
| — Epistola xvii | | |   |

La idea que el púnic exercí certa influència en el maltès es va proposar per primera vegada ja el 1565. Aquesta teoria es considera totalment desacreditada; les principals teories lingüístiques defensen que el maltès deriva de l'àrab de Sicília, amb una gran quantitat de préstecs de l'italià. El que sí que és segur és que el púnic es parlà a Malta durant part de la seva història, com ho demostren els Cippi de Melqart i altres inscripcions trobades a l'arxipèlag.

## Literatura
Amb l'auge de Cartago al segle v aC, el fenici es convertí en una llengua de prestigi a la Mediterrània, competint amb el llatí i el grec. Se sap que durant aquesta època es traduïren obres de la literatura grega al fenici, tot i que amb prou feines n'han quedat fragments. Hi ha citats dos fragments del Poenulus, traducció de l'obra grega ὁ Καρχηδόνιος (ho Karkhêdónios, «el Cartaginès»), possiblement del poeta Alexis de Turis (c. 375-275 aC) i de les quals Plaute inclogué fragments de la traducció d'aquesta mateixa obra al púnic, així com de diverses altres traduccions de què en tingué coneixement, per tal tant de divertir l'audiència amb el so estrany d'una llengua com que servís de peu per a jocs de paraules i errors de traducció:
| «                                                                               | Acharistocles: Mu? Milphio: Ponnim sycartim Acharistocles: Bal umer! Iadata? | Acaristocles: Què? Milfió: Recordes una mica de púnic? Acaristocles: Ni un sol mot! Tu en saps? | » |
| — Traducció púnica del Karkhedonios (d'Alexis?), inclosa al Poenulus de Plaute. |                                                                              |                                                                                                 |   |

| «                                                                                      | Megadorus: Neste ien. Neste dum et Euclio: Al. Anec este mem | Megadoro: Bevem vi; bevem la sang de la vinya. Euclió: No, jo beuré aigua! | » |
| — Traducció púnica de l'Aulularia de Menandre d'Atenes, inclosa al Poenulus de Plaute. |                                                              |                                                                            |   |